# Аянганна
Гора Аянганна — це піщаниковий тепуй у горах Пакарайма на заході Гаяни, лежить за 85 кілометрів (53 милі) на схід від гори Рораіма.
З висотою 2041 метр (6696 футів) це найсхідніший тепуї, що перевищує 2000 метрів (6600 футів). Він є частиною Гвіанського щита і Гаянського нагір'я.

## Екологія
Схили гори Аянганна вкриті високостовбурним низькогірним лісом до висоти близько 1100 метрів. Вище цієї висоти лежить серія «сходинок» — відносно пласких плато, розділених більш крутими схилами. Погано дреновані плато підтримують низькорослі ліси або наземні бромелії. На схилах ростуть високогірні ліси з середнім пологом. Амфібії та рептилії Аянганни досліджуються та моніторяться.
Гора Аянганна повністю лежить на території Гаяни й оточена дощовим лісом.

## Культура
У 1966 році національний прапор встановили на горі Аянганна на честь здобуття незалежності. Щороку це роблять військовослужбовці Сил оборони Гаяни. На честь гори Аянганна також названо штаб-квартиру армійської бази в Джорджтауні. У 1992 році до експедиції приєдналася перша жінка-солдат..